# رایان کرااسدیل
رایان کرااسدیل (انگلیسی: Ryan Croasdale؛ زادهٔ ۲۶ سپتامبر ۱۹۹۴) بازیکن فوتبال اهل بریتانیا است.
از باشگاه‌هایی که در آن بازی کرده‌است می‌توان به باشگاه فوتبال شفیلد ونزدی، باشگاه فوتبال پرستون نورث اند، باشگاه فوتبال فایلد، باشگاه فوتبال استالی‌بریج سلتیک، و باشگاه فوتبال تاموورث اشاره کرد.
وی همچنین در تیم ملی فوتبال England C بازی کرده‌است.